# Červenohorské sedlo
Červenohorské sedlo (historyczna nazwa niem. Roter-Berg-Sattel lub Rotenbergsattel, pol. Przełęcz Czerwonogórska) – przełęcz o wysokości 1013 m n.p.m. na granicy Moraw i Śląska, w północno-wschodnich Czechach, w Sudetach Wschodnich, w paśmie górskim Wysokiego Jesionika (cz. Hrubý Jeseník), na granicy gmin Loučná nad Desnou i Bělá pod Pradědem, pomiędzy szczytami gór Červená hora i Velký Klínovec.

## Historia
Pierwsze obiekty turystyczne zaczęły być budowane na przełęczy już w XIX wieku, kiedy to zwrócono uwagę na dogodne położenie tego miejsca z punktu widzenia turystyki górskiej. W 1903 roku organizacja Morawsko-Śląskie Sudeckie Towarzystwo Górskie (niem. Mährisch-Schlesischer Sudetengebirgsverein (MSSGV)) zakupiło stojący tam zajazd i uczyniło centrum turystyki pieszej i narciarskiej. W związku z rosnącą liczbą turystów w 1910 roku wybudowano nowy obiekt – schronisko turystyczne dla 150 osób, a w 1917 roku kolejny, na parceli zapisanej w testamencie przez Maxa Schreibera, właściciela huty szkła w Rapotínie. W 1929 roku również Klub Czechosłowackich Turystów uruchomił na przełęczy swoją noclegownię, a w 1935 roku schronisko turystyczne. Niemieckie schroniska turystyczne należały do organizacji MSSGV do 1945 roku, potem przejęło je państwo czechosłowackie i przekazało związkom zawodowym, które uczyniły z nich domy wypoczynkowe.
Warto dodać, że w historii przełęczy Červenohorské sedlo była propozycja z 1991 roku planu budowy pod przełęczą w latach 2002–2007 tunelu o projektowanej długości (I wariant – 3 km i II wariant – 6 km). 

## Charakterystyka

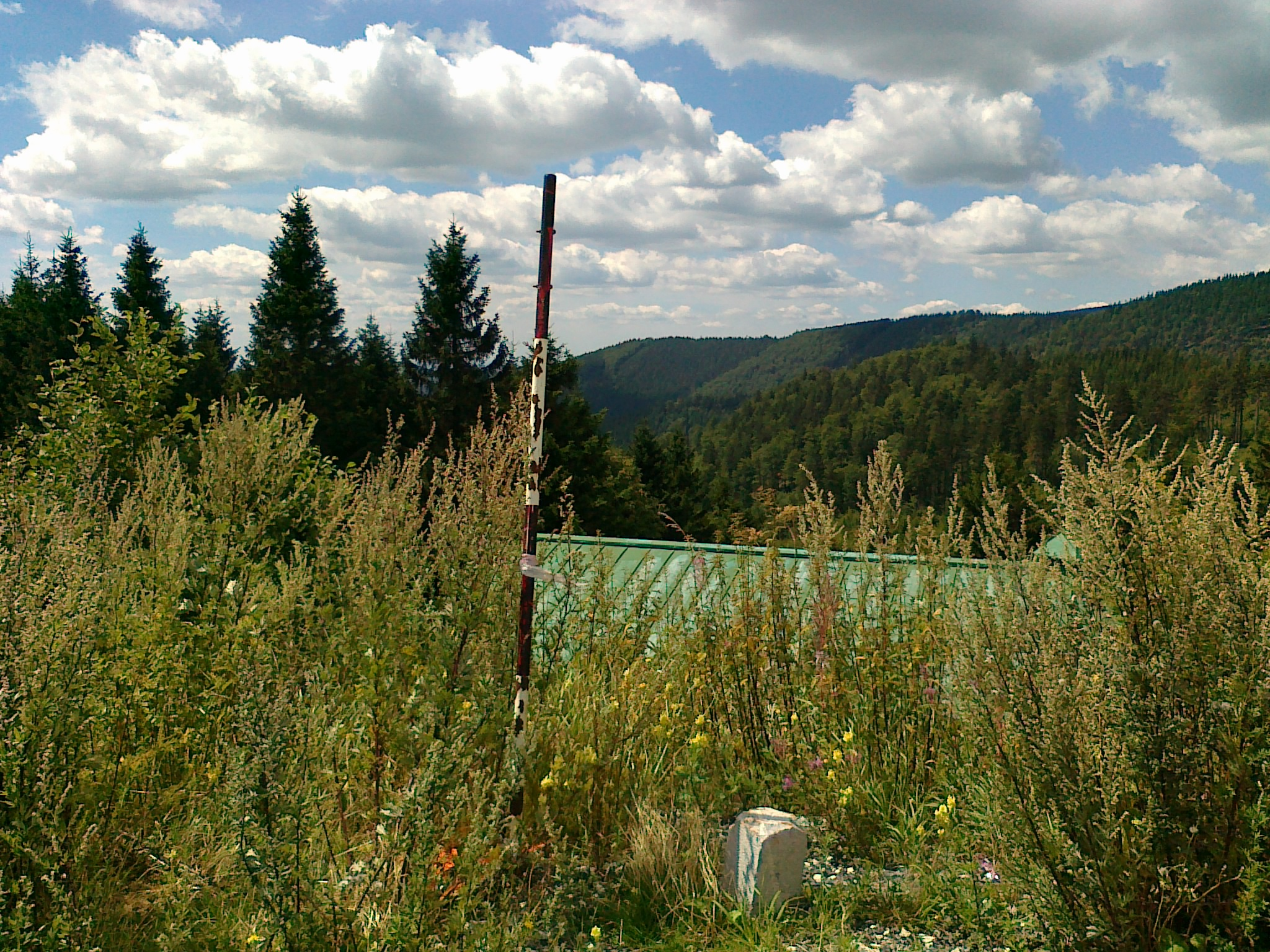
Punkt geodezyjny na przełęczy Červenohorské sedlo, w dali widoczne szczyty: Suchá hora, Šindelná hora–JZ i Šindelná hora (2018 rok)

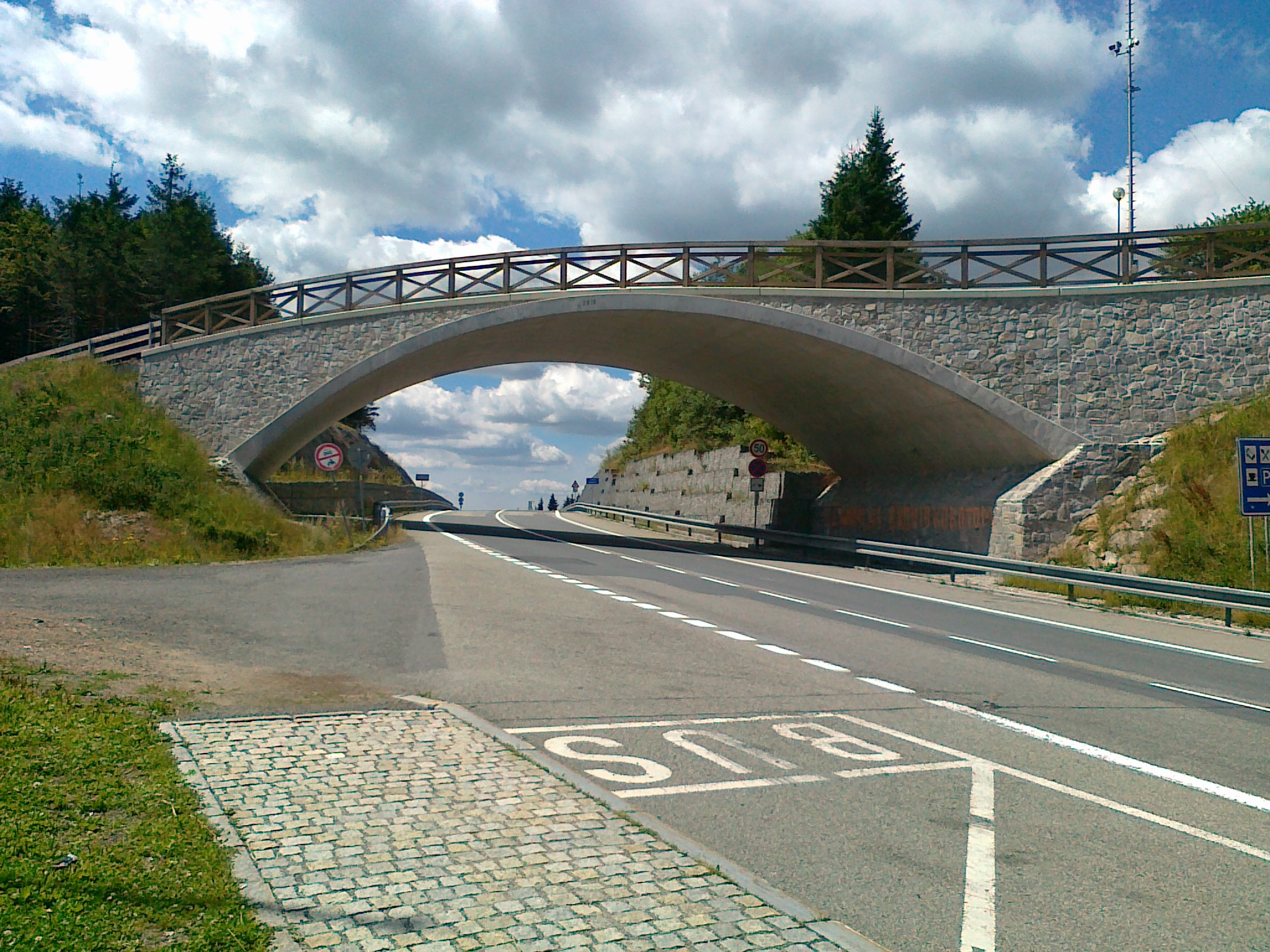
Most nad przełęczą Červenohorské sedlo (2018 rok)

Nazwa przełęczy bierze się z położonej przy niej od strony północno-zachodniej góry Červená hora. Przełęcz Červenohorské sedlo to jedna z najpopularniejszych i najbardziej uczęszczanych przełęczy, będąca ważnym ośrodkiem narciarskim, położona na granicy części (mikroregionów) Wysokiego Jesionika o nazwie Masyw Keprníka (cz. Keprnická hornatina) i Masywu Pradziada (cz. Pradědská hornatina). Na podstawie szczegółowej mapy Państwowego urzędu geodezyjnego o nazwie (cz. Český úřad zeměměřický a katastrální (CÚZK)) w Pradze punkt siodłowy przełęczy znajduje się w pobliżu zabudowy przełęczy oraz skrzyżowania turystycznego o nazwie (cz. Červenohorské sedlo (ch.)) z podaną na tablicy informacyjnej wysokością 1013 m, i ma wysokość 1013 m n.p.m. oraz współrzędne geograficzne (50°07′32,7″N 17°09′11,3″E/50,125750 17,153139). Punkt geodezyjny usytuowany jest na skraju położonego na niej płatnego, rozległego parkingu, oznaczony na mapach geodezyjnych numerem (202.1), o wysokości 1006,99 m n.p.m. oraz współrzędnych geograficznych (50°07′28,08″N 17°09′08,43″E/50,124467 17,152342), z widocznym koło niego stalowym przerdzewiałym słupkiem. Przełęcz jest zabudowana oraz wokoło częściowo zalesiona. W związku z tym jest punktem widokowym, z którego roztaczają się ograniczone perspektywy w kierunku pobliskich gór. Przez przełęcz przebiega szosa drogi krajowej nr 44 Jesionik (cz. Jeseník) – Šumperk, bardzo kręta, która w zimie na skutek zasypania śniegiem może być nieprzejezdna. Przy tej drodze znajduje się przystanek linii autobusowej z połączeniem do Šumperka, Jesionika i Brna. Z przełęczy biorą swój początek liczne drogi oraz ścieżki ze zlokalizowanymi na nich: szlakami turystycznymi, szlakami rowerowymi oraz ścieżką dydaktyczną. Na przełęczy ma swoją siedzibę stacja Pogotowia Górskiego. Droga krajowa nr 44 wiodąca na przełęcz została wyremontowana w latach 2006–2008 na trasie Bělá pod Pradědem – Červenohorské sedlo oraz w latach 2014–2017 na trasie Kouty nad Desnou – Červenohorské sedlo. W 2016 roku nad drogą nr 44 wybudowano most dla rowerzystów i pieszych, kosztem 16 milionów Kč. Znacznie wcześniej wybudowano krótki odcinek drogi nr 44 pod mostem długości około 200 m, omijający zabudowania na przełęczy. Ponadto nieopodal przełęczy zbudowano lądowisko dla śmigłowców.

### Kapliczka ofiar Jesioników

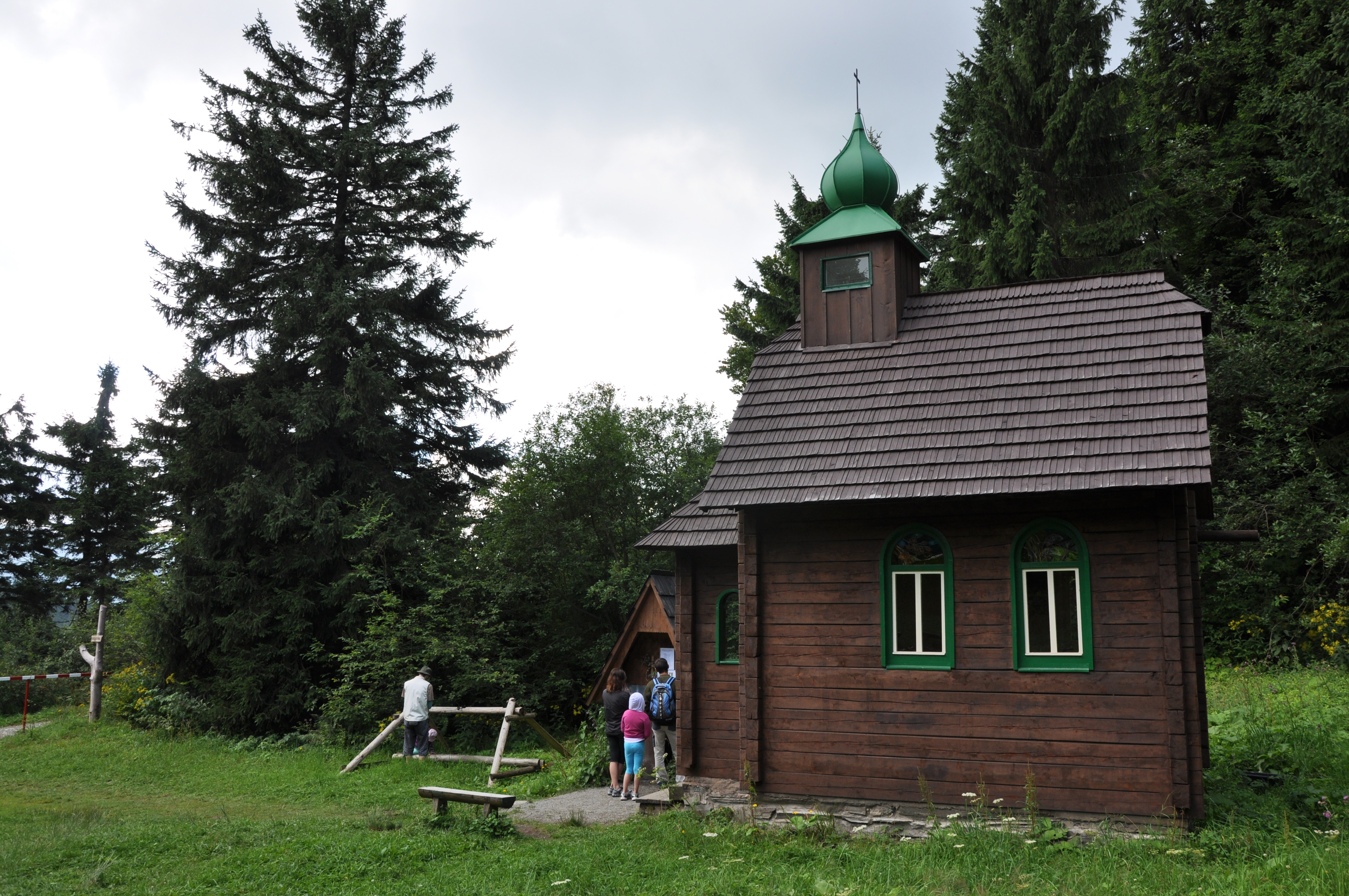
Kapliczka poświęcona ofiarom, które tragicznie zginęły w Jesionikach (2014 rok)

W odległości około 450 m na północny zachód od przełęczy, przy czerwonym szlaku turystycznym , na stoku góry Červená hora znajduje się drewniana kapliczka poświęcona ofiarom gór, które tragicznie zginęły w Jesionikach (cz. Jeseníky) z umieszczonymi w środku epitafiami z ich nazwiskami. Jest to powstała w 2013 roku mniejsza kopia kościoła stojącego niegdyś w miejscu o nazwie Vřesová studánka. Blisko niej znajduje się pomnik poświęcony katastrofie lotniczej z 1967 roku.

## Wody
Grzbiet główny (grzebień) góry Pradziad, biegnący od przełęczy Skřítek do przełęczy Červenohorské sedlo oraz dalej do przełęczy Ramzovskiej (cz. Ramzovské sedlo) jest częścią granicy Wielkiego Europejskiego Działu Wodnego, dzielącej zlewiska Morza Bałtyckiego i Morza Czarnego .
Przełęcz leży na tej granicy, na zlewiskach Morza Bałtyckiego (dorzecze Odry) na stoku północno-wschodnim oraz Morza Czarnego (dorzecze Dunaju) na stoku południowo-zachodnim (tzw. Koutský žleb) . Na stoku południowo-zachodnim bierze swój początek potok o nazwie Divoký potok, a na stoku północno-wschodnim inny potok o nazwie Červenohorský potok .

## Ochrona przyrody
Cała przełęcz znajduje się w obrębie wydzielonego obszaru objętego ochroną o nazwie Obszar Chronionego Krajobrazu Jesioniki (cz. Chráněná krajinná oblast (CHKO) Jeseníky), a utworzonego w celu ochrony utworów skalnych, ziemnych i roślinnych oraz rzadkich gatunków zwierząt.
Ze skrzyżowania turystycznego o nazwie (cz. Červenohorské sedlo (ch.)) wzdłuż czerwonego szlaku turystycznego , utworzono ścieżkę dydaktyczną o nazwie (cz. NS S Koprníčkem na výlet Keprnickými horami) na trasie:
 Červenohorské sedlo – Ramzová (z 13 stanowiskami obserwacyjnymi)

## Turystyka

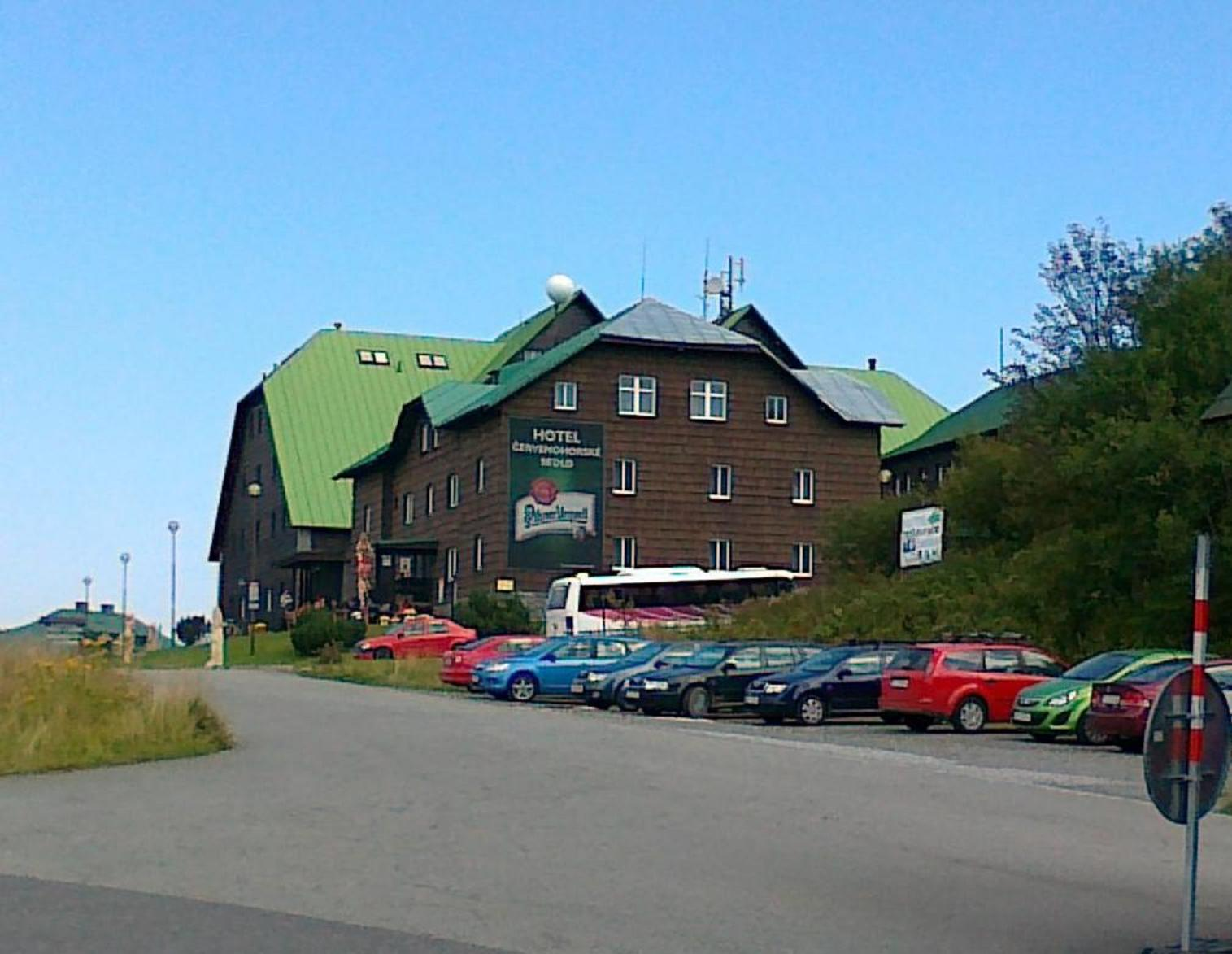
Hotel Červenohorské Sedlo (2014 rok)

Na przełęczy znajduje się baza infrastruktury turystycznej z hotelem górskim Červenohorské Sedlo oraz licznymi pensjonatami: Apartmány Červenohorské sedlo, Apartmány Juhax, Apartmány Šíbl, Apartmány U Slivky, Chata Červenohorské sedlo, Chata H&D i Chata Jesenka. Do osady Filipovice z hotelem Stará pošta i położonymi tam pensjonatami jest z przełęczy około 3,8 km w kierunku północno-wschodnim oraz do osady Kouty nad Desnou z bazą hoteli i pensjonatów około 3 km w kierunku południowo-zachodnim.

### Szlaki turystyczne
Klub Czeskich Turystów (cz. Klub Českých Turistů) wytyczył z przełęczy szlaki turystyczne na trasach:
 Červenohorské sedlo – góra Červená hora – Vřesová studánka – przełęcz Sedlo pod Vřesovkou – Keprník–JV – Trojmezí – szczyt Keprník – przełęcz Sedlo pod Keprníkem – góra Šerák – Mračná hora – góra Černava – Ramzová
 Červenohorské sedlo – góra Velký Klínovec – przełęcz Hřebenová – szczyt Výrovka – przełęcz Sedlo pod Malým Jezerníkem – szczyt Malý Jezerník – góra Velký Jezerník – przełęcz Sedlo Velký Jezerník – schronisko Švýcárna – góra Pradziad – przełęcz U Barborky – góra Petrovy kameny – Ovčárna – przełęcz Sedlo u Petrových kamenů – góra Vysoká hole – szczyt Vysoká hole–JZ – szczyt Kamzičník – góra Velký Máj – przełęcz Sedlo nad Malým kotlem – góra Jelení hřbet – Jelení studánka – przełęcz Sedlo pod Jelení studánkou – góra Jelenka – góra Ostružná – Rýmařov
 Červenohorské sedlo – góra Velký Klínovec – góra Výrovka – góra Malý Jezerník – Kamzík
 Červenohorské sedlo – góra Velký Klín – Jeřáb – źródło Mariin pramen – Filipovice
 Červenohorské sedlo – Kouty nad Desnou – dolina potoku Hučivá Desná – przełęcz Sedlo pod Vřesovkou – Kamenne okno – góra Červená hora – Bílý sloup

### Szlaki rowerowe
Z przełęczy wytyczono dwa szlaki rowerowe na trasach:
 Červenohorské sedlo – góra Velký Klínovec – Jeřáb – góra Velký Klín – góra Velký Jezerník – góra Malý Děd – rezerwat przyrody Vysoký vodopád – Videlské sedlo
 Červenohorské sedlo – góra Velký Klínovec – góra Výrovka – Kamzík – góra Velký Jezerník – przełęcz Sedlo Velký Jezerník – góra Malý Děd – schronisko Švýcárna – góra Pradziad – przełęcz U Barborky – góra Petrovy kameny – Ovčárna – przełęcz Hvězda

#### Podjazdy drogowe
Przełęcz jest chętnie odwiedzana m.in. przez motocyklistów i rowerzystów. Prowadzą do niej, drogą nr 44 dwa podjazdy.
| Podjazdy drogowe |                                         |            |            |                     |                      |                        |
| Lp.              | Trasa                                   | Oznaczenie | Długość km | Różnica wysokości m | Średnie nachylenie % | Ilość pętlic drogowych |
| 1                | Loučná nad Desnou – Červenohorské sedlo | 44         | 11,8       | 506                 | 4,3                  | 9                      |
| 2                | Bělá pod Pradědem – Červenohorské sedlo | 44         | 8,9        | 474                 | 5,4                  | 2                      |

### Trasy narciarskie
Červenohorské sedlo jest popularnym ośrodkiem narciarskim o nazwie (cz. Ski areál Červenohorské sedlo). W okresach ośnieżenia, w okolicy przełęczy istnieje możliwość korzystania z tras narciarskich zarówno zjazdowych jak i biegowych.
Na stokach pobliskich gór zlokalizowano następujące trasy narciarstwa zjazdowego:
| Główne trasy narciarstwa zjazdowego z wyciągami ośrodka narciarskiego Červenohorské sedlo |                    |                 |                     |                |                   |                |
| Lp.                                                                                       | Trasa i oznaczenie | Długość trasy m | Różnica wysokości m | Rodzaj wyciągu | Długość wyciągu m | Stok góry      |
| 1                                                                                         | 1                  | 750             | 190                 | orczykowy      | 750               | Velký Klínovec |
| 2                                                                                         | 1a                 | 1250            | 290                 | 4-krzesełkowy  | 1050              | Velký Klínovec |
| 3                                                                                         | 2                  | 900             | 180                 | orczykowy      | 750               | Velký Klínovec |
| 4                                                                                         | 2a                 | 1350            | 290                 | 4-krzesełkowy  | 1050              | Velký Klínovec |
| 5                                                                                         | 3                  | 420             | 90                  | orczykowy      | 450               | Velký Klínovec |
| 6                                                                                         | 3a                 | 190             | 35                  | orczykowe      | 200 i 60          | Velký Klínovec |
| 7                                                                                         | 4                  | 450             | 100                 | orczykowe      | 500 i 180         | Červená hora   |
| 8                                                                                         | 5                  | 440             | 80                  | orczykowy      | 400               | Červená hora   |

Ponadto w obrębie przełęczy wytyczono trasy narciarstwa biegowego zlokalizowane wzdłuż szlaków turystycznych i rowerowych, w tym z trasą o nazwie tzw. (cz. Jesenická magistrála).
 Červenohorské sedlo – góra Červená hora – góra Šindelná hora – góra Šindelná hora–JZ – Suchá hora – Kouty nad Desnou
 Drátovna (chata) – Jeřáb – źródło Mariin pramen – góra Velký Klín – Pod Velkým Klínem – góra Velký Klín–JZ – góra Velký Klínovec – przełęcz Červenohorské sedlo
 Videlské sedlo – rezerwat przyrody Vysoký vodopád – góra Malý Děd – góra Velký Jezerník – góra Velký Klín – Jeřáb – góra Velký Klínovec – Červenohorské sedlo